# 奥普特沃
奥普特沃（法語：Optevoz，法語發音：[ɔptəvo]）是法国伊泽尔省的一个市镇，属于拉图尔迪潘区。

## 地理
奥普特沃（45°45'9"N, 5°19'53"E）面积12 平方千米，位于法国奥弗涅-罗讷-阿尔卑斯大区伊泽尔省，该省份为法国东南部内陆省份，北起顺时针与安省、萨瓦省、上阿尔卑斯省、德龙省、阿尔代什省、卢瓦尔省和罗讷省。
与奥普特沃接壤的市镇（或旧市镇、城区）包括：锡雪-圣于连和卡里雪、阿努瓦桑-沙特朗、库特奈、圣博迪耶德拉图尔。

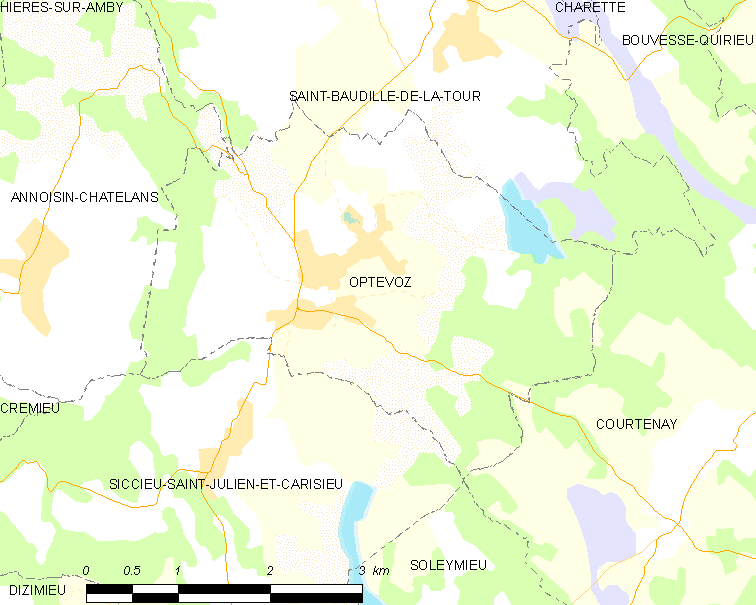
奥普特沃的OSM定位图

奥普特沃的时区为UTC+01:00、UTC+02:00（夏令时）。

## 行政
奥普特沃的邮政编码为38460，INSEE市镇编码为38282。

## 政治
奥普特沃所属的省级选区为莫雷斯泰勒县。

## 人口

1962-2008年间奥普特沃人口变化图示

奥普特沃于2022年1月1日时的人口数量为877人。